# أشلي كوبر
أشلي كوبر هو سياسي كندي، ولد في 6 فبراير 1905، وتوفي في 13 ديسمبر 1981. حزبياً، نشط في حزب الائتمان الاجتماعي في ألبرتا ‏. وقد انتخب عضو الجمعية التشريعية ألبرتا.